# Sluipwegwijzer
De Sluipwegwijzer (Engels: Marauder's Map) is een magisch object uit de Harry Potterreeks door J.K. Rowling.
Het is een plattegrond van Zweinsteins Hogeschool voor Hekserij en Hocus-Pocus. Op de plattegrond is het hele kasteel van Zweinstein te zien, inclusief de meeste geheime gangen. Het laat ook de personen zien die aanwezig zijn in het kasteel, zelfs als je een Onzichtbaarheidsmantel om hebt, Wisseldrank hebt gedronken of in een Faunaat-vorm verkeert. Het enige dat niet op de kaart te zien is is de Kamer van Hoge Nood. Wanneer iemand die ruimte binnengaat verdwijnt zijn of haar naam van de Sluipwegwijzer, waardoor je op dat moment dus vrijwel zeker weet waar de Kamer van de Hoge Nood zich bevindt.
De sluipwegwijzer is gemaakt door James Potter, Sirius Zwarts, Remus Lupos en Peter Pippeling. De plattegrond is ondertekend met de bijnamen van de vier makers: respectievelijk Gaffel, Sluipvoet, Maanling en Wormstaart.
Op het eerste gezicht lijkt de kaart een blanco stuk perkament te zijn. De kaart is echter te bekijken door met een toverstok op de blanco kaart te tikken en te zeggen: "Ik zweer plechtig dat ik snode plannen heb". Als de kaart weer opgeborgen kan worden, zegt men: "Snode plannen uitgevoerd", waarna de kaart weer wordt gewist. De kaart geeft ook informatie aan de gebruiker over de methodes om geheime gangen te openen.
Wanneer de kaart in verkeerde handen valt en door iemand bekeken dreigt te worden die de juiste spreuken niet kent, verschijnen er beledigende teksten op de kaart. Dit overkwam Professor Sneep, die Harry de (blanco) kaart afpakte en probeerde de geheimen van de kaart te ontrafelen. De teksten die op de kaart verschenen waren:
- Meneer Maanling groet professor Sneep vriendelijk en verzoekt hem beleefd om zijn abnormaal lange neus niet in de zaken van anderen te steken.
- Meneer Gaffel is het helemaal met meneer Maanling eens en wil eraan toevoegen dat professor Sneep een lelijk misbaksel is.
- Meneer Sluipvoet zou graag officieel blijk willen geven van zijn verbazing dat zo'n idioot het tot leraar heeft geschopt.
- Meneer Wormstaart wenst professor Sneep een prettige dag en raadt hem aan om zijn haar eens te wassen, de goorlap.

De geheimen van de kaart bleven voor Sneep verborgen.
In Harry Potters derde jaar komt de kaart in zijn bezit, doordat Fred en George Wemel besluiten de kaart aan hem te geven. Zij hebben in hun eerste schooljaar de kaart gestolen uit een archiefkast van Argus Vilder, de conciërge van Zweinstein, die de geheimen van de kaart niet kende maar wel vermoedde - hij bewaarde de kaart in een lade met het label "geconfisqueerd en levensgevaarlijk".

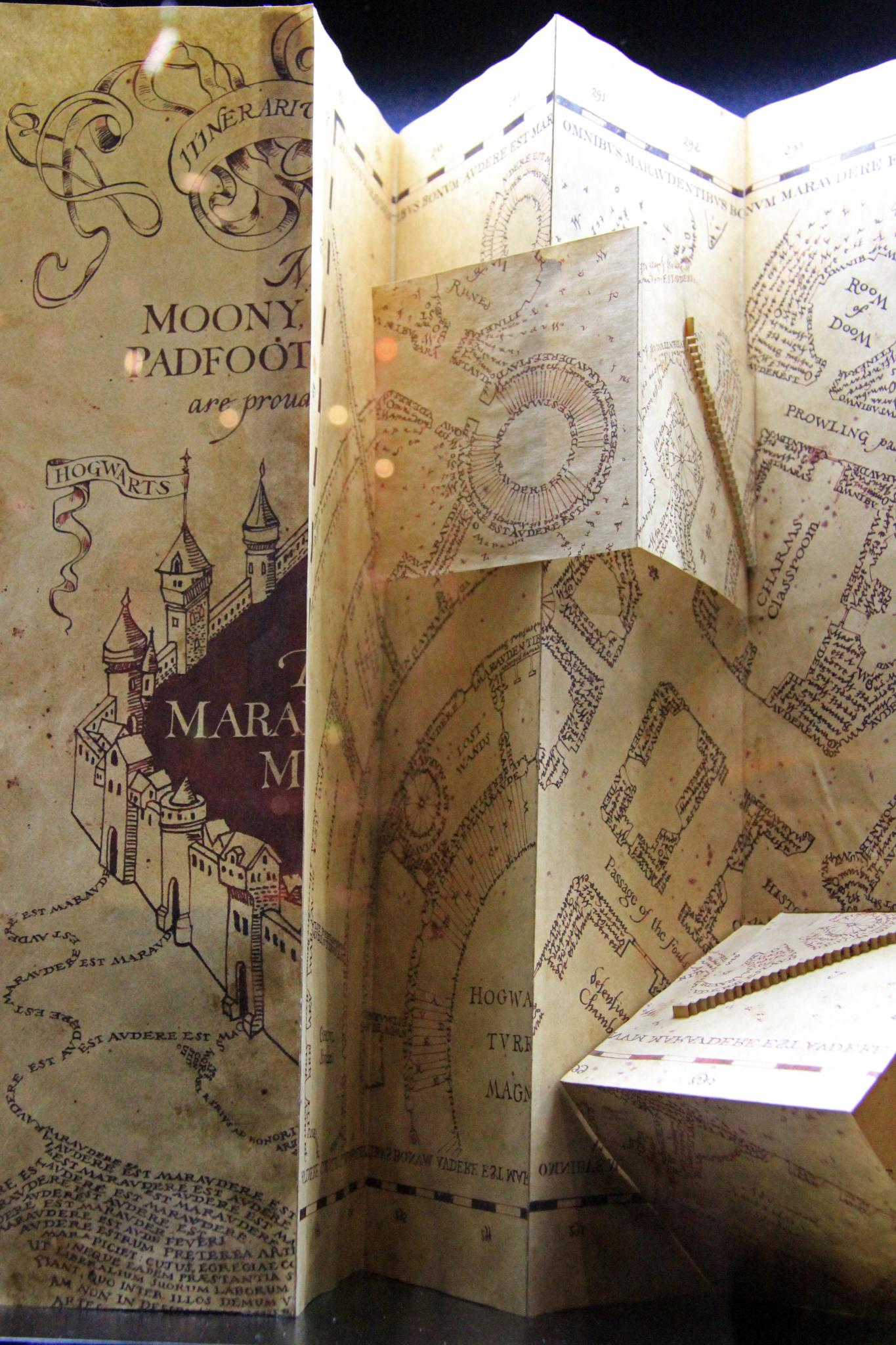